# Júlio Maria de Lombaerde
Júlio Maria De Lombaerde, M.S.F (Beveren-Leie, 7 de janeiro de 1878 — Alto Jequitibá, 24 de dezembro de 1944), nascido Júlio Emílio Alberto De Lombaerde, foi um missionário católico belga naturalizado brasileiro, presbítero e religioso da Congregação dos Missionários da Sagrada Família. Fundador das Filhas do Coração Imaculado de Maria, dos Missionários de Nossa Senhora do Santíssimo Sacramento e das Irmãs Sacramentinas de Nossa Senhora.

## Biografia
Aos 15 anos, foi estudar no Instituto São José em Torhout, na Bélgica, uma escola destinada à formação de professores e dirigida por sacerdotes diocesanos. Nesse colégio, recobrou a vontade de ser missionário e lia assiduamente as revistas missionárias. A decisão pela vida missionária, foi-lhe impulsionada pela visita de um bispo que trabalhava nas missões africanas. Diante da pregação do bispo e das necessidades dos povos africanos, o jovem Júlio Emílio parte para Boxtel, na Holanda, a fim de iniciar sua vida missionária. Em 19 de outubro de 1895, parte para a Maison Carrée, na Argélia, Norte da África, vestido o hábito de irmão branco, com o nome de Optato Maria.
Em consequência de febres voltou à Europa e, sentindo-se chamado ao sacerdócio, entrou na Congregação dos Missionários da Sagrada Família, em Grave (Holanda) para recolher vocações tardias. Foi ordenado a 13 de janeiro de 1908. Em 1912, foi enviado para o Brasil onde usava assinar como Pe. Júlio Maria, forma de demonstrar sua filial devoção à Virgem Maria. Chega ao porto de Recife a 15 de outubro de 1912. Parte então para a paróquia de Macapá, à qual chegou em 1913, depois de passagem em Natal. Passa 16 anos no Norte e no Nordeste do Brasil, pregando missões, atuando como pároco e fundador de congregação religiosa. Além disso, dedica-se também à educação e ao saneamento básico como forma de melhorar as condições de saúde da população local.[carece de fontes?]
Em 1928 parte para Manhumirim, no leste de Minas Gerais, com todo o apoio de Dom Carloto Fernandes da Silva Távora, bispo de Caratinga. Ali passa seus últimos 16 anos de vida, sendo o pároco, o formador do seminário e o mestre de suas congregações religiosas. Dedicou-se também à imprensa, com seu jornal O Lutador e com a publicação de centenas de publicações nos mais variados estilos: espiritualidade, homilética, teologia dogmática, eucaristia, mariologia, polémica, dentre outras. Nessa região de imigração recente, em parte alemã, entrou em choque com os protestantes, maçons e espíritas e lançou suas diatribes no seu jornal e em panfletos como O Diabo, Lutero e o Protestantismo, publicado em 1937 e distribuídos pelo Brasil inteiro: Cardeal Arcebispo do Rio de Janeiro, D. Sebastião Leme, enviou-lhe uma nota de agradecimento pelos livros Maria e a Eucharistia e O Diabo, Luthero e o Protestantismo, referindo-se a ele como o “incansável apóstolo da Igreja e do Brasil”  e Frei Aurélio Stulzer, da Editora Vozes, em sua resenha de livro  "Aventuras da Vida de Luthero" publicado no a Revista Eclesiástica Brasileira em 1941, o chamou o Pe. Júlio Maria de “o lutador dos acantís mineiros” e de “um grande membro do clero brasileiro”. “Seus livros são reclamados por todo o Brasil para combate dos protestantes sorrateiros criados e alimentados com o dolar ‘pan-americano’ (...). Ele escreve pela verdade e para ser lido pelo povo” 
No início teve um sobrinho como auxiliar por três anos, o padre Hyppolite De Poorter, e, em 1931 recebeu a visita do irmão Achille, missionário na Mongólia.
Fundou três congregações religiosas: Filhas do Coração Imaculado de Maria, Missionários de Nossa Senhora do Santíssimo Sacramento e Irmãs Sacramentinas de Nossa Senhora.
Padre Maria de Lombaerde faleceu com fama de santidade, no dia 24 de dezembro de 1944, em véspera de natal, em um acidente de carro, no distrito de Vargem Grande, que hoje tem por nome Padre Júlio Maria, que pertence à paróquia de Alto Jequitibá-MG. A Igreja Católica autorizou a abertura do processo de beatificação, portanto, atualmente, ele está na primeira fase desse processo, fase essa que o outorgou o título de Servo de Deus. Seus restos mortais residem no santuário do Senhor Bom Jesus de Manhumirim.

## Obras
- O Anjo das Trevas, 1936[8]
- O Anjo da Luz - Ou, Polêmicas de doutrina, de ciência e de bom senso, sobre questões de Teologia Popular[9]
- O Diabo, Lutero e o Protestantismo[10]
- O Cristo, o Papa e a Igreja - Ou, Segredos íntimos do papado[11]
- Ataques Protestantes às Verdades Católicas: Com as respectivas respostas irrefutáveis[12]
- Luz nas Trevas - Erros e Objeções Protestantes[13]
- O Fim do Mundo Está Próximo?[14]
- São Gabriel, Maomé e o Islamismo[15]
- A Mulher Bendita Diante dos Ataques Protestantes[16]
- A Mulher e a Serpente[17]
- Deus e o Homem - Noções de alta teologia popularizada, sobre Deus, o homem e as relações entre ambos[18]
- Os Segredos do Espiritismo[19]
- A Virgem de Nazaré[20]
- Espiritismo: Doutrina e Prática Desmascaradas[21]
- Balbúrdia Protestante[22]
- Nossa Senhora diante dos Ataques Protestantes
- Sol Eucarístico e Trevas Protestantes[23]
- Maria e a Eucaristia[24]
- Comentário Eucarístico
- Um Anjo da Eucaristia
- Almas Sacramentinas
- Princípios da Vida de Intimidade com Maria Santíssima[25]
- O Segredo da Verdadeira Devoção[26]
- O meu dia com Maria
- Porque amo Maria[27]
- Os ensinamentos de Nazaré[28]
- O perigo dos colégios protestantes[29]
- A Contemplação sobrenatural[30]
- Contemplações Evangélicas
- Os pródromos do Calvário[31]
- A subida do Calvário
- A Tragédia do Calvário
- Os triunfos do Calvário
- O Evangelho Dominical
- Comentário Moral
- Comentário Apologético
- Comentário Litúrgico
- Comentário Eucarístico do Evangelho Dominical
- O Evangelho das Festas Litúrgicas[32]
- Método prático das Horas Santas
- Cânticos Espirituais
- Diário Missionário (póstumo)[33]
- Romance de um missionário no Amazonas (póstumo)[34]
- Lampejos de doutrina, de ciência e de bom senso para pessoas cultas[35]
- As virtudes[36]
- Grito de Alarme - Ante um insulto inferno contra o culto da Virgem Imaculada[37]
- Objeções e Erros Protestantes[38]